# Liberty (Mississippi)
Liberty è una città (town) degli Stati Uniti d'America, capoluogo della contea di Amite, nello Stato del Mississippi.